# KR Grótta
El KR Grótta es un equipo de fútbol de Islandia que juega en la 1. deild karla, la segunda división nacional.

## Historia
Fue fundado el 24 de abril de 1967 en el pueblo de Seltjarnarnes de la capital Reykjavík como la sección de fútbol del Íþróttafélagið Grótta, que también cuenta con secciones en fútbol femenil, gimnasia, levantamiento de potencia y balonmano, esta última en su sección femenil ha sido campeón nacional.
Fue hasta entrado el siglo XXI que el club vio mejoras en su nivel, ascendiendo varias categorías que lo llevaron a jugar en la Urvalsdeild Karla en 2020, de la cual descendío luego de solo ganar un partido de 18 que jugó.

## Palmarés
- 1. deild karla (1): 2019
- 2. deild karla (1): 2009
- 3. deild karla (1): 1991